# Nazionale di ciclismo su strada dell'Italia
La Nazionale italiana di ciclismo su strada è la selezione dei ciclisti e delle cicliste che rappresentano l'Italia nelle competizioni ciclistiche internazionali riservate alle squadre nazionali.
Divisa nelle categorie élite (o professionisti) maschile e femminile, under 23 e juniores, 
attualmente tutte le categorie prendono parte alle prove dei mondiali di ciclismo su strada, mentre le prove olimpiche, destinate fino all'edizione 1992 ai dilettanti, sono dal 1996 riservate alla categoria professionisti. In passato la nazionale italiana ufficiale prese parte anche ad alcuni grandi giri con il nome di Nazionale ciclistica italiana, riservati alle squadre nazionali: il Tour de France, dal dopo guerra 1947 al 1961 e nel 1967 e 1968; e la Vuelta a España dal 1955 al 1962.

## Campionati mondiali

### Uomini Elite

#### Commissari tecnici
- 1927: Vittorio Spositi
- 1933: Costante Girardengo
- 1935: Vittorio Spositi
- 1947: Learco Guerra
- 1948: Armando Lugari
- 1950 - 1961: Alfredo Binda
- 1962: Antonio Covolo
- 1963 - 1966: Fiorenzo Magni
- 1967: Carlo Carini
- 1968 - 1972: Mario Ricci
- 1973 - 1974: Nino Defilippis
- 1975 - 1997: Alfredo Martini
- 1998 - 2000: Antonio Fusi
- 2001 - 2009: Franco Ballerini
- 2010 - 2013: Paolo Bettini
- 2014 - 2021: Davide Cassani
- 2021 - 2024 : Daniele Bennati
- 2025 - : Marco Villa

#### Vittorie
- 1927 - Alfredo Binda - Prova in linea
- 1930 - Alfredo Binda - Prova in linea
- 1931 - Learco Guerra - Prova a cronometro individuale
- 1932 - Alfredo Binda - Prova in linea
- 1953 - Fausto Coppi - Prova in linea
- 1958 - Ercole Baldini - Prova in linea
- 1968 - Vittorio Adorni - Prova in linea
- 1972 - Marino Basso - Prova in linea
- 1973 - Felice Gimondi - Prova in linea
- 1977 - Francesco Moser - Prova in linea
- 1982 - Giuseppe Saronni - Prova in linea
- 1986 - Moreno Argentin - Prova in linea
- 1988 - Maurizio Fondriest - Prova in linea
- 1991 - Gianni Bugno - Prova in linea
- 1992 - Gianni Bugno - Prova in linea
- 2002 - Mario Cipollini - Prova in linea
- 2006 - Paolo Bettini - Prova in linea
- 2007 - Paolo Bettini - Prova in linea
- 2008 - Alessandro Ballan - Prova in linea
- 2020 - Filippo Ganna - Prova a cronometro individuale
- 2021 - Filippo Ganna - Prova a cronometro individuale

#### Presenze
14 presenze: Moser F. 
12 presenze: Bugno  
11 presenze: Argentin , Gimondi , Saronni 
10 presenze: Amadori, Baronchelli, Bettini  , Paolini L.
9 presenze: Bitossi, Cassani, Coppi , Defilippis, Faresin, Fondriest , Rebellin
8 presenze: Battaglin, Casagrande, Chiappucci, Dancelli, Ulissi, Trentin
7 presenze: Bartali, Basso M. , Binda   , Gavazzi P., Leali, Magni, Motta, Nibali V., Tosatto, Visconti, Zilioli
6 presenze: Adorni , Bennati, Fabbri, Ghirotto, Masciarelli, Nardello, Nencini, Pozzato

#### Convocazioni
| Anno                      | Prova in linea | Prova a cronometro           | Riserve                      |
| Imola 1968                | 74 Adorni - 75 Balmamion - 76 Bitossi - 77 Carletto - 78 Colombo - 79 Dancelli - 80 De Prà - 81 Gimondi - 82 Motta- 83 Taccone                                                   | non disputata                | Basso - Durante              |
| Zolder 1969               | Adorni - Armani - Basso - Bitossi - Boifava - Dancelli - Paolini - Taccone - Vianelli - Zandegù                                                                                  | non disputata                |                              |
| Leicester 1970            | Adorni - Basso - Bitossi - Dancelli - Gimondi - Motta - Santambrogio - Simonetti - Zandegù - Zilioli                                                                             | non disputata                | Colombo - Sgarbozza          |
| Mendrisio 1971            | A.Moser - Basso - Bitossi - Cavalcanti - Dancelli - Francioni - Gimondi - Poggiali - Polidori - Zilioli                                                                          | non disputata                | Fabbri - Simonetti           |
| Gap 1972                  | Basso - Bitossi - Boifava - Cavalcanti - Dancelli - Francioni - Gimondi - Motta - Panizza - Polidori                                                                             | non disputata                | Fabbri - Michelotto          |
| Montjuic 1973             | Basso - Battaglin - Bergamo - Bitossi - Fabbri - Gimondi - Paolini - Poggiali - Polidori - Zilioli                                                                               | non disputata                | Colombo - Riccomi            |
| Montréal 1974             | Basso - Battaglin - Bitossi - Conti - Fabbri - Gimondi - Moser - Panizza - Paolini - Poggiali - Santambrogio                                                                     | non disputata                | Bazzan - Fraccaro            |
| Yvoir 1975                | Battaglin - Bellini - Bertoglio - Cavalcanti - Fabbri - Gimondi - F.Moser - Poggiali - Riccomi - Simonetti                                                                       | non disputata                | Paolini - Santambrogio       |
| Ostuni 1976               | Baronchelli - Bertoglio - Conti - Fabbri - Gimondi - F.Moser - Paolini - Poggiali - Riccomi - Santambrogio                                                                       | non disputata                | Bortolotto - Osler           |
| San Cristóbal 1977        | Baronchelli - Barone - Battaglin - Beccia - Bitossi - Bortolotto - Fabbri - Gimondi - F.Moser - Paolini - Santambrogio - Saronni -                                               | non disputata                | Francioni - Vandi            |
| Nürburgring 1978          | Baronchelli - Battaglin - Beccia - Bortolotto - Crepaldi - Fabbri - Gavazzi - Lualdi - F.Moser - Panizza - Riccomi - Saronni - Visentini                                         | non disputata                | Bitossi - Gimondi            |
| Valkenburg 1979           | Amadori - Baronchelli - Barone - Battaglin - Contini - Landoni - Lualdi - Masciarelli - Mazzantini - F.Moser - Parsani - Saronni                                                 | non disputata                | Gavazzi - Beccia             |
| Sallanches 1980           | Baronchelli - Barone - Battaglin - Beccia - Ceruti - Contini - Gavazzi - Lualdi - F.Moser - Panizza - Saronni - Visentini                                                        | non disputata                | Amadori - Masciarelli        |
| Praga 1981                | Amadori - Baronchelli - Battaglin - Contini - Gavazzi - Loro - Masciarelli - F.Moser - Panizza - Saronni - Torelli - Vandi                                                       | non disputata                | Lorenzi - Visentini          |
| Goodwood 1982             | Amadori - Argentin - Baronchelli - Ceruti - Chinetti - Contini - Gavazzi - Leali - Masciarelli - F.Moser - Saronni - Torelli                                                     | non disputata                | Bombini - Petito             |
| Altenrhein 1983           | Amadori - Argentin - Baronchelli - Beccia - Bombini - Ceruti - Leali - Loro - Masciarelli - F.Moser - Paganessi - Saronni - Visentini                                            | non disputata                | Cassani - Verza              |
| Barcellona 1984           | Amadori - Argentin - Baronchelli - Beccia - Ceruti - Chioccioli - Contini - Corti - Gavazzi - Leali - Masciarelli - F.Moser                                                      | non disputata                | Bombini - Algeri             |
| Giavera del Montello 1985 | 116 Amadori - 117 Argentin - 118 Baronchelli - 119 Bombini - 120 Cassani - 122 Corti - 123 Gavazzi - 124 Leali - 125 Mantovani - 126 F.Moser - 128 Pozzi - 129 Saronni           | non disputata                | Colagè - Pagnin              |
| Colorado Springs 1986     | Amadori - Argentin - Baronchelli - Bontempi - Bugno - Colagè - Corti - Leali - Masciarelli - F.Moser - Saronni - Visentini                                                       | non disputata                | Calcaterra - Pagnin          |
| Villach 1987              | 128 Amadori - 129 Argentin - 130 Bombini - 131 Bontempi - 132 Bugno - 133 Fondriest - 134 Ghirotto - 135 Leali - 136 Loro - 137 F.Moser - 138 Pagnin - 139 Piccolo - 140 Saronni | non disputata                | Ballerini - Giovannetti      |
| Renaix 1988               | Amadori - Argentin - Ballerini - Bontempi - Bugno - Cassani - Colagè - Fondriest - Gavazzi - Ghirotto - Leali - Saronni                                                          | non disputata                | Cesarini - Vona              |
| Chambery 1989             | Amadori - Argentin - Ballerini - Bombini - Bugno - Cassani - Cesarini - Chiappucci - Chioccioli - Colagè - Fondriest - Passera - Vitali                                          | non disputata                | Giupponi - Moro              |
| Utsonomya 1990            | Ballerini - Bombini - Bugno - Cassani - Cenghialta - Cesarini - Chiappucci - Fondriest - Ghirotto - Giovannetti - Lelli - Volpi                                                  | non disputata                | Giannelli - Moro             |
| Stoccarda 1991            | Argentin - Ballerini - Bontempi - Bugno - Cassani - Cenghialta - Chiappucci - Chioccioli - Fondriest - Giovannetti - Giannelli - Lelli                                           | non disputata                | Faresin - Furlan             |
| Benidorm 1992             | Argentin - Bugno - Cassani - Cenghialta - Chiappucci - Chioccioli - Elli - Fondriest - Furlan - Ghirotto - Giovannetti - Perini- Vona                                            | non disputata                | Colagè - Faresin             |
| Oslo 1993                 | Argentin - Bugno - Cassani - Chiappucci - Cenghialta - Elli - Faresin - Fondriest - Ghirotto - Giovannetti - Perini - Podenzana - Roscioli                                       | non disputata                | Furlan - Della Santa         |
| Agrigento1994             | 2 Bortolami - 3 Casagrande - 4 Cassani - 5 Cenghialta - 6 Chiappucci - 7 Della Santa - 8 Faresin - 9 Fondriest - 10 Furlan - 11 Ghirotto - 12 Pantani - 13 Podenzana             | Colombo Chiurato             | Bartoli - Pelliccioli        |
| Duitama 1995              | 58 Bugno - 59 Casagrande - 60 Cassani - 61 Chiappucci - 62 Colagè - 63 Elli - 64 Faresin - 65 Gotti - 66 Lanfranchi - 67 Pantani - 68 Pelliccioli - 69 Piepoli                   | Fondriest Chiurato           | Fondriest - Della Santa      |
| Lugano 1996               | 14 Bartoli - 15 Bugno - 16 Casagrande - 17 Chiappucci - 18 Elli - 19 Faresin - 20 Ferrigato - 21 Fincato - 22 Guidi - 23 Pistore - 24 Rebellin - 25 Tafi                         | Nardello Peron               | Donati - Faustini            |
| San Sebastian 1997        | 26 Baronti - 27 Bartoli - 28 Bortolami - 29 Bugno - 30 Casagrande - 31 Faresin - 32 Ferrigato - 33 Fondriest - 34 Guidi - 35 Rebellin - 36 Scinto - 37 Tafi                      | 12 Andriotto 32 Salvato      | Roberto Caruso               |
| Valkenburg 1998           | 93 Bartoli - 94 Bettini - 95 Bugno - 96 Celestino - 97 Donati - 98 Faresin - 99 Nardello - 100 Rebellin - 101 Scinto - 102 Simeoni - 103 Tafi - 104 Zanini                       | 7 Velo 17 Malberti           | Mazzanti - Velo              |
| Verona 1999               | 26 Barbero - 27 Basso - 28 Casagrande - 29 Celestino - 30 Donati - 31 Faresin - 32 Nardello - 33 Rebellin - 34 Serpellini - 35 Tafi - 36 Velo - 37 Zanetti                       | 9 Velo 18 Ortenzi            | Bettini - Di Luca            |
| Plouay 2000               | 37 Barbero - 38 Bartoli - 39 Bettini - 40 Casagrande - 41 Celestino - 42 Di Luca - 43 Faresin - 44 Petacchi - 45 Rebellin - 46 Scinto - 47 Simoni - 48 Zanette                   | 11 Frigo 18 Pinotti          | Frigo - Missaglia            |
| Lisbona 2001              | 24 Bartoli - 25 Basso - 26 Bettini - 27 Casagrande - 28 Di Luca - 29 Faresin - 30 Figueras - 31 Lanfranchi - 32 Mazzoleni - 33 Nardello - 34 Rebellin - 35 Simoni                | 10 Pinotti 25 Nardello       | Lunghi - Donati              |
| Zolder 2002               | 14 Bettini - 15 Bortolami - 16 Bramati - 17 Cipollini - 18 Di Luca - 19 Lombardi - 20 Nardello - 21 Petacchi - 22 Sacchi - 23 Scinto - 24 Scirea - 25 Tosatto                    | 13 Pozzato 40 Quinziato      | Bennati - Bernucci           |
| Hamilton 2003             | 1 Basso - 2 Bettini - 3 Casagrande - 4 Di Luca - 5 Frigo - 6 Lombardi - 7 Moreni - 8 Nardello - 9 Noè - 10 Paolini - 11 Sacchi - 12 Scirea                                       | 25 Frigo                     | Mazzanti - Barbero - Bossoni |
| Verona 2004               | 26 Basso - 27 Bertagnolli - 28 Bettini - 29 Cunego - 30 Frigo - 31 Garzelli - 32 Mazzanti - 33 Moreni - 34 Nardello - 35 Paolini - 36 Pellizotti - 37 Petito - 38 Simeoni        | 20 Bruseghin 34 Peron        | Bruseghin - Sella            |
| Madrid 2005               | 19 Bennati - 20 Bernucci - 21 Bettini - 22 Lombardi - 23 Paolini - 24 Petacchi - 25 Pozzato - 26 Tosatto - 27 Velo                                                               | 9 Bruseghin 28 Pinotti       | Ballan - Bramati             |
| Salisburgo 2006           | 70 Bertolini - 71 Bettini - 72 Bruseghin - 73 Di Luca - 74 Nocentini - 75 Paolini - 76 Pozzato - 77 Rebellin - 78 Tosatto                                                        | 10 Nibali 14 Pinotti         | Tonti - Ferrara              |
| Stoccarda 2007            | 1 Bettini - 2 Bertolini - 3 Ballan - 4 Bruseghin - 5 Cunego - 6 Pozzato - 7 Rebellin - 8 Tonti - 9 Tosatto                                                                       | 19 Pinotti 45 Nibali         | Nibali - Visconti            |
| Varese 2008               | 1 Bettini - 2 Ballan - 3 Bosisio - 4 Bruseghin - 5 Cunego - 6 Paolini - 7 Rebellin - 8 Tonti - 9 Tosatto                                                                         | 10 Pinotti 23 Quinziato      | Ginanni - Bertagnolli        |
| Mendrisio 2009            | 1 Ballan - 2 Basso - 3 Bruseghin - 4 Cunego - 5 Garzelli - 6 Paolini - 7 Pozzato - 8 Scarponi - 9 Visconti                                                                       | 16 Pinotti                   | Santambrogio - Tosatto       |
| Melbourne 2010            | 19 Bruseghin - 20 Gavazzi - 21 Nibali - 22 Oss - 23 Paolini - 24 Pozzato - 25 Tonti - 26 Tosatto - 27 Visconti                                                                   | -                            | Gasparotto - Nocentini       |
| Copenaghen 2011           | 23 Bennati - 24 Gavazzi - 25 Modolo - 26 Oss - 27 Paolini - 28 Quinziato - 29 Tosatto - 30 Visconti - 31 Viviani                                                                 | 10 Pinotti 29 Malori         | Belletti - Gatto             |
| Limburgo 2012             | 19 Cataldo - 20 Gatto - 21 Marcato - 22 M.Moser - 23 Nibali - 24 Nocentini - 25 Paolini - 26 Trentin - 27 Ulissi                                                                 | 5 Pinotti 30 Malori          | Capecchi - Nizzolo           |
| Toscana 2013              | 17 Nibali - 18 Nocentini - 19 Paolini - 20 Pozzato - 21 Santaromita - 22 Scarponi - 23 Ulissi - 24 Vanotti - 25 Visconti                                                         | 7 Pinotti 8 Malori           | G.Caruso - Ponzi             |
| Ponferrada 2014           | 16 Aru - 17 Bennati - 18 D.Caruso - 19 G.Caruso - 20 Colbrelli - 21 De Marchi - 22 Nibali - 23 Quinziato - 24 Visconti                                                           | 4 Malori 18 Cataldo          | Formolo - Zardini            |
| Richmond 2015             | 33 Bennati - 34 Felline - 35 Nibali - 36 Nizzolo - 37 Oss - 38 Quinziato - 39 Trentin - 40 Ulissi - 41 Viviani                                                                   | 5 Malori 47 M.Moser          | Colbrelli - Puccio           |
| Doha 2016                 | 56 Bennati - 57 Colbrelli - 58 Guarnieri - 59 Nizzolo - 60 Oss - 61 Quinziato - 62 Sabatini - 63 Trentin - 64 Viviani                                                            | 17 Quinziato                 | Coledan - Pozzato            |
| Bergen 2017               | 16 Bennati - 17 Bettiol - 18 Colbrelli - 19 De Marchi - 20 Moscon - 21 Puccio - 22 Trentin - 23 Ulissi - 24 Viviani                                                              | 14 Moscon                    | Canola - Villella            |
| Innsbruck 2018            | 24 Brambilla - 25 D.Caruso - 26 Cataldo - 27 De Marchi - 28 Moscon - 29 Nibali - 30 Pellizotti - 31 Pozzovivo                                                                    | 30 Felline 60 De Marchi      | Formolo - Visconti           |
| Yorkshire 2019            | 26 Bettiol - 27 Cimolai - 28 Colbrelli - 29 Moscon - 30 Puccio - 31 Trentin - 32 Ulissi - 33 Visconti                                                                            | 10 Affini 24 Ganna           | Formolo - Sbaragli           |
| Imola 2020                | 17 Bagioli - 18 Bettiol - 19 Brambilla - 20 Caruso - 21 Masnada - 22 Nibali - 23 Ulissi - 24 Visconti                                                                            | 2 Ganna 41 Affini            | Conci - Fabbro               |
| Fiandre 2021              | 26 Bagioli - 27 Ballerini - 28 Colbrelli - 29 De Marchi - 30 Moscon - 31 Nizzolo - 32 Trentin - 33 Ulissi                                                                        | 1 Ganna 43 Affini 64 Sobrero | Puccio                       |
| Wollongong 2022           | 71 Bettiol - 72 Bagioli - 73 Ballerini - 74 Affini - 75 Rota - 76 Trentin - 77 Conci - 78 Battistella                                                                            | 1 Ganna 29 Sobrero 43 Affini | Zana Sobrero                 |
| Glasgow 2023              | 58 Bettiol - 59 Bagioli - 60 Oss - 61 Baroncini - 62 Sbaragli - 63 Rota - 64 Trentin - 65 Velasco                                                                                | 5 Ganna 20 Cattaneo          | Pasqualon                    |
| Zurigo 2024               | 34 Bagioli - 35 Cattaneo - 36 Ciccone - 37 Rota - 38 Tiberi - 39 Ulissi - 40 Zambanini - 41 Zana                                                                                 | 2 Ganna 19 Affini            | Frigo                        |

### Donne Elite

#### Commissari tecnici
- Paolo Sangalli

#### Vittorie
- 1997 - Alessandra Cappellotto - Prova in linea
- 2007 - Marta Bastianelli - Prova in linea
- 2009 - Tatiana Guderzo - Prova in linea
- 2010 - Giorgia Bronzini - Prova in linea
- 2011 - Giorgia Bronzini - Prova in linea
- 2021 - Elisa Balsamo - Prova in linea

#### Presenze
17 presenze: Guderzo 
14 presenze: Bronzini  
12 presenze: Bonanomi, Cantele
11 presenze: Longo Borghini
10 presenze: Cecchini
9 presenze: Luperini
5 presenze: Baccaille, Bastianelli 

#### Convocazioni
| Anno               | Prova in linea                                                                                                | Prova a cronometro            | Riserve                |
| San Sebastian 1997 | 24 Luperini - 25 A. Cappellotto - 26 V. Cappellotto - 27 Chiappa - 28 Bonanomi - 29 Parente                   | A. Cappellotto Pregnolato     |                        |
| Valkenburg 1998    | 1 A. Cappellotto - 2 Bonanomi - 3 V. Cappellotto - 4 Felloni - 5 Luperini - 6 Parente - 7 Pegoraro            | 10 A. Cappellotto 20 Luperini |                        |
| Verona 1999        | 19 Bonanomi - 20 A. Cappellotto - 21 V. Cappellotto - 22 Corneo - 23 Luperini - 24 Pizzolotto                 | 18 Bellutti 27 Pezzo          |                        |
| Plouay 2000        | 20 Bonanomi - 21 V. Cappellotto - 22 D'Ettorre - 23 Felloni - 24 Parente - 25 Pregnolato                      | 7 Pregnolato 23 Tamanini      |                        |
| Lisbona 2001       | 44 Bonanomi - 45 A. Cappellotto - 46 Longhin - 47 Lorenzoni - 48 Luperini - 49 Parietti                       | 14 Cappellotto 21 Luperini    |                        |
| Zolder 2002        | 36 Bronzini - 37 Cantele - 38 A. Cappellotto - 39 D'Ettorre - 40 Felloni - 41 Longhin                         | 11 Troldi                     |                        |
| Hamilton 2003      | 40 Bronzini - 41 Cantele - 42 Carrara - 43 Guderzo - 44 Parietti - 45 Zugno                                   | 29 Zugno 7 Carrara            |                        |
| Verona 2004        | 52 Belvederesi - 53 Cantele - 54 Fusar Poli - 55 Guderzo - 56 Parietti - 57 Zugno                             | 13 Zugno 23 Guderzo           |                        |
| Madrid 2005        | 8 Bronzini - 9 Cantele - 10 D'Ettorre - 11 Guderzo - 12 Tamanini - 13 Turato - 14 Zugno                       | 15 Guderzo 31 Zugno           |                        |
| Salisburgo 2006    | 30 Baccaille - 31 Bronzini - 32 Cantele - 33 Carrara - 34 Guderzo - 35 Luperini                               | 12 Guderzo 38 Valsecchi       |                        |
| Stoccarda 2007     | 14 Baccaille - 15 Bastianelli - 16 Bronzini - 17 Cantele - 18 Guderzo - 19 Tamanini                           | 25 Valsecchi 47 Zugno         |                        |
| Varese 2008        | 1 Baccaille - 2 Bronzini - 3 Cantele - 4 Guderzo - 5 Lechner - 6 Luperini                                     | 25 Berlato 42 Zugno           |                        |
| Mendrisio 2009     | 37 Baccaille - 38 Bronzini - 39 Cantele - 40 Guderzo - 41 Luperini - 42 Tamanini                              | 10 Cantele 20 Guderzo         | Carretta Berlato       |
| Melbourne 2010     | 1 Guderzo - 2 Berlato - 3 Bronzini - 4 Callovi - 5 Cantele - 6 Carretta - 7 Patuzzo - 8 Tamanini              | 7 Cantele 16 Guderzo          | Baccaille              |
| Copenaghen 2011    | 1 Bronzini - 2 Baccaille - 3 Cantele - 4 Cecchini - 5 Guderzo - 6 Longo Borghini - 7 Scandolara - 8 D'Ettorre | 11 Cantele 24 Longo Borghini  | Tagliaferro            |
| Limburgo 2012      | 1 Bronzini - 2 Cantele - 3 Cauz - 4 Cecchini - 5 Guderzo - 6 Longo Borghini - 7 Ratto - 8 Tagliaferro         | 20 Longo Borghini 27 Ratto    | Borgato - Muccioli     |
| Toscana 2013       | 9 Bronzini - 10 Cantele - 11 Cauz - 12 Guderzo - 13 Longo Borghini - 14 Ratto - 15 Scandolara - 15 Zorzi      | 13 Longo Borghini 17 Ratto    | Cecchini - Muccioli    |
| Ponferrada 2014    | 10 Bronzini - 11 Cecchini - 12 Guderzo - 13 Longo Borghini - 14 Ratto - 15 Scandolara - 16 Zorzi              | 9 Longo Borghini 10 Ratto     |                        |
| Richmond 2015      | 22 Bastianelli - 23 Bronzini - 24 Cecchini - 25 Guderzo - 26 Longo Borghini - 27 Scandolara                   | 17 Valsecchi                  | Valsecchi              |
| Doha 2016          | 24 Bastianelli - 26 Cecchini - 27 Confalonieri - 28 Guarischi - 29 Guderzo - 30 Longo Borghini                | 14 Cecchini                   | Fidanza - Paladin      |
| Bergen 2017        | 23 Balsamo - 24 Bertizzolo - 25 Bronzini - 26 Cecchini - 27 Guderzo - 28 Longo Borghini - 29 Ratto            | 7 Longo Borghini 41 Morzenti  | Confalonieri - Paladin |
| Innsbruck 2018     | 9 Bertizzolo - 10 Cecchini - 11 Guderzo - 12 Longo Borghini - 13 Magnaldi - 14 Paladin - 15 Pirrone           | 7 Pirrone 36 Longo Borghini   | Ratto - Quagliotto     |
| Yorkshire 2019     | 9 Balsamo - 10 Bastianelli - 11 Cecchini - 12 Guderzo - 13 Longo Borghini - 14 Paladin - 15 Paternoster       | 11 Longo Borghini 43 Bussi    |                        |
| Imola 2020         | 9 Cavalli - 10 Cecchini - 11 Guderzo - 12 Longo Borghini - 13 Magnaldi - 14 Paladin - 15 Ragusa               | 6 Bussi 40 Guazzini           |                        |
| Fiandre 2021       | 9 Balsamo - 10 Bastianelli - 11 Cavalli - 12 Cecchini - 13 Confalonieri - 14 Guazzini - 15 Longo Borghini     | 7 Guazzini 42 Pirrone         | Guarischi              |
| Wollongong 2022    | 1 Balsamo - 2 Cecchini - 3 Longo Borghini - 4 Bastianelli - 5 Persico - 6 Zanardi - 7 Guazzini                | Guazzini Fidanza              |                        |
| Glasgow 2023       | 9 Balsamo - 10 Cecchini - 11 Gasparrini - 12 Guarischi - 13 Paladin - 14 Persico - 15 Consonni                | Guazzini Vigilia              |                        |

### Uomini Dilettanti/Under 23

#### Commissari tecnici
- Elio Rimedio, 1958-1972

#### Vittorie
Dilettanti
- 1923 - Libero Ferrario - Prova in linea
- 1928 - Allegro Grandi - Prova in linea
- 1929 - Pierino Bertolazzi - Prova in linea
- 1930 - Giuseppe Martano - Prova in linea
- 1932 - Giuseppe Martano - Prova in linea
- 1935 - Ivo Mancini - Prova in linea
- 1937 - Adolfo Leoni - Prova in linea
- 1947 - Alfo Ferrari - Prova in linea
- 1951 - Gianni Ghidini - Prova in linea
- 1952 - Luciano Ciancola - Prova in linea
- 1953 - Riccardo Filippi - Prova in linea
- 1955 - Sante Ranucci - Prova in linea
- 1962 - Renato Bongioni - Prova in linea
- 1963 - Flaviano Vicentini - Prova in linea
- 1968 - Vittorio Marcelli - Prova in linea
- 1977 - Claudio Corti - Prova in linea
- 1979 - Gianni Giacomini - Prova in linea
- 1990 - Mirco Gualdi - Prova in linea

Under23
- 1996 - Giuliano Figueras - Prova in linea
- 1996 - Luca Sironi - Prova a cronometro
- 1997 - Fabio Malberti - Prova a cronometro
- 1998 - Ivan Basso - Prova in linea
- 1999 - Leonardo Giordani - Prova in linea
- 2002 - Francesco Chicchi - Prova in linea
- 2008 - Adriano Malori - Prova a cronometro
- 2019 - Samuele Battistella - Prova in linea
- 2021 - Filippo Baroncini - Prova in linea

#### Convocazioni
| Anno            | Prova in linea                                                                      | Prova a cronometro                   | Riserve             |
| Valkenburg 1998 | 21 Basso - 22 Di Luca - 23 Lunghi - 24 Marzoli - 25 Nocentini                       | 3 Ortenzi 24 Pinotti                 |                     |
| Verona 1999     | 1 Giordani - 2 Gobbi - 3 Lopeboselli - 4 Paolini - 5 Rizzi - 6 Tiralongo            | 15 Salvi 35 Alvisi                   |                     |
| Plouay 2000     | 1 Gasparre - 2 Bernucci - 3 Carrara - 4 Gavazzi - 5 Guerrini - 6 Pellizotti         | 8 Caldarelli 15 Cantarini            |                     |
| Lisbona 2001    | 11 Anzà - 12 Bennati - 13 Bernucci - 14 Caruso - 15 Quadranti - 16 Solari           | 1 Quinziato 21 Scarponi 38 D'Aniello |                     |
| Zolder 2002     | 6 Borghesi - 7 Bucciero - 8 Chicchi - 9 Pietropolli - 10 Ravaioli                   | 13 Franzoi 40 Liverani               |                     |
| Hamilton 2003   | 1 Iannetti - 2 Nibali - 3 Ratti - 4 Sella - 5 Torosantucci - 6 Visconti             | 36 Dall'Antonia 8 Rigotto            | Riccò               |
| Verona 2004     | 27 Corioni - 28 Nibali - 29 Pozzovivo - 30 Rigotto - 31 Visconti                    | 7 Nibali 22 Rivera                   |                     |
| Madrid 2005     | 16 Curtolo - 17 Dall'Antonia - 18 Santambrogio - 19 Sestili - 20 Zampilli           | 3 Dall'Antonia 17 Rivera             |                     |
| Salisburgo 2006 | 22 Capelli - 23 Cataldo - 24 Gavazzi - 25 Ginanni - 26 Malacarne                    | 20 Barla 51 Marangoni                |                     |
| Stoccarda 2007  | 41 Finetto - 42 Frapporti - 43 Ginanni - 44 Pirazzi - 45 Ponzi                      | 5 Malori 30 Coledan                  |                     |
| Varese 2008     | 7 Borchi - 8 Caruso - 9 Malori - 10 Oss - 11 Pirazzi - 12 Ponzi                     | 1 Malori 22 Borchi                   |                     |
| Mendrisio 2009  | 79 Brambilla - 80 Caruso - 81 Pagani - 82 Ratto - 83 Ulissi                         | 1 Malori 15 Balloni 47 Boaro         | Pirazzi             |
| Melbourne 2010  | 61 Agostini - 62 Battaglin - 63 Colbrelli - 64 Graziato - 65 M.Moser                | 15 Leonardi 34 Mammini               |                     |
| Copenaghen 2011 | 13 Alafaci - 14 Boem - 15 Colbrelli - 16 Delle Stelle - 17 Fortin - 18 Leonardi     | 39 Coledan 3 Mammini                 |                     |
| Valkenburg 2012 | 13 Barbin - 14 Bongiorno - 15 Cattaneo - 16 Fedi - 17 Felline - 18 Villella         | 38 Martinelli 48 Cattaneo            |                     |
| Toscana 2013    | 36 Bettiol - 37 Formolo - 38 Scartezzini - 39 Villella - 40 Zordan                  | 29 Antonini 63 Martinelli            |                     |
| Ponferrada 2014 | 84 Chirico - 85 Filosi - 86 Martinelli - 87 Moscon - 88 Zurlo                       | 2 Martinelli 15 Lizde                |                     |
| Richmond 2015   | 7 Ballerini - 8 Basso - 9 Consonni - 10 Martinelli - 11 Moscon - 12 Troia           | 4 Ganna 38 Martinelli                |                     |
| Doha 2016       | 13 Albanese - 14 Ballerini - 15 Consonni - 16 Ganna - 17 Mareczko - 18 Minali       | 5 Ganna 49 Affini                    |                     |
| Bergen 2017     | 47 Affini - 48 Albanese - 49 Carboni - 50 Conci - 51 Moschetti                      | 4 Baccio 42 Affini                   |                     |
| Innsbruck 2018  | 13 Bagioli - 14 Battistella - 15 Covi - 16 Fedeli - 17 Monaco - 18 Sobrero          | 3 Affini 45 Sobrero 71 Konychev      |                     |
| Yorkshire 2019  | 12 Aleotti - 13 Battistella - 14 Covi - 15 Dainese - 16 Ferri - 17 Konychev         | 7 Sobrero 45 Puppio                  |                     |
| Imola 2020      | Prova non disputata                                                                 | Prova non disputata                  | Prova non disputata |
| Fiandre 2021    | 1 Baroncini - 2 Coati - 3 Colnaghi - 4 Frigo - 5 Gazzoli - 6 Zana                   | 9 Baroncini 55 Frigo                 |                     |
| Wallagong 2022  | 23 Buratti - 25 Milesi - 36 Parisini - 42 Marcellusi - 52 De Pretto - 80 Piganzioli | 10 Milesi 16 Piganzioli              |                     |

### Uomini Juniores

#### Commissari tecnici
-Edoardo Salvoldi

#### Vittorie
- 1975 - Roberto Visentini - Prova in linea
- 1980 - Roberto Ciampi - Prova in linea
- 1988 - Gianluca Tarocco - Prova in linea
- 1990 - Marco Serpellini - Prova in linea
- 1992 - Giuseppe Palumbo - Prova in linea
- 1993 - Giuseppe Palumbo - Prova in linea
- 1995 - Valentino China - Prova in linea
- 1996 - Simone Lo Vano - Prova a cronometro
- 1997 - Crescenzo D'Amore - Prova in linea
- 1999 - Damiano Cunego - Prova in linea
- 2006 - Diego Ulissi - Prova in linea
- 2007 - Diego Ulissi - Prova in linea
- 2024 - Lorenzo Mark Finn - Prova in linea

#### Convocazioni
| Anno                | Prova in linea                                                                                       | Prova a cronometro                | Riserve             |
| San Sebastian 1997  | Galli - Scarponi - C. Bartoli - Brugaletta - D'Amore                                                 | Bennati Salvi                     |                     |
| Valkenburg 1998     | 1 Anzà - 2 Bennati - 3 Boggia - 4 Pozzato - 5 Tosoni                                                 | Bennati Pozzato                   |                     |
| Verona 1999         | 6 Bucciero - 7 Cunego - 8 Ermeti - 9 Martini - 10 Pozzato                                            | 4 Benenati 19 Biondo              |                     |
| Plouay 2000         | 1 Bucciero - 2 Colli - 3 Facci, 4 A. Masciarelli - 5 Scattolin                                       | 8 Colli 12 Focardi                |                     |
| Lisbona 2001        | 1 Conati - 2 Failli - 3 Ricciardi - 4 Riccò - 5 Santambrogio                                         | 9 Luppino 19 Calgiusti            |                     |
| Zolder 2002         | 24 Marzoli - 25 Nibali - 26 Rizza - 27 Santambrogio - 28 Traficante                                  | 6 Nibali 19 Traficante            |                     |
| Hamilton 2003       | 20 Agnoli - 21 Finetto - 22 F. Masciarelli - 23 Peruffo - 24 Sabatini                                | 8 Finetto 28 Sabatini             |                     |
| Verona 2004         | 39 Capecchi - 40 Corti - 41 Donesana - 42 Masiero - 43 Ponzi                                         | 15 Carretti 58 Boaro              |                     |
| Vienna 2005         | 11 Guarnieri - 12 Masiero - 13 Modolo - 14 Oss - 15 Ponzi                                            | 11 Boaro 20 Benvenuti             |                     |
| Spa & Gent 2006     | 11 Balloni - 12 Magazzini - 13 Malori - 14 Ratto - 15 Ulissi                                         | 11 Balloni 39 Pagani              |                     |
| Aguascalientes 2007 | 1 Ulissi - 2 Agostini - 3 Appollonio - 4 Balloni - 5 Favilli - 6 Ratto                               | 5 Leonardi 37 Balloni             |                     |
| Città del Capo 2008 | 1 Alafaci - 2 Barbin - 3 Cattaneo - 4 Felline - 5 M.Moser - 6 Sbaragli                               | 8 Coledan 27 Sinigaglia           |                     |
| Mosca 2009          | 51 Antonini - 52 Dalla Costa - 53 Giglio - 54 Petitto - 55 Scartezzini - 56 Ulivieri - 57 Wackermann | 8 Dal Col                         |                     |
| Offida 2010         | 59 Berlato - 60 Chirico - 61 Di Luca - 62 Manfredi - 63 Toniatti                                     | 12 Trosino 29 Rossi               |                     |
| Copenaghen 2011     | 55 Andreetta - 56 Bettiol - 57 Bonifazio - 58 Cigala - 59 Marini - 60 Martinelli                     | 1 Bettiol 13 Martinelli 33 Donato |                     |
| Limburgo 2012       | 31 Donato - 32 Orsini - 33 Peroni - 34 Rosa - 35 Troia - 36 Zurlo                                    | Peroni Frapporti                  |                     |
| Firenze 2013        | Rota - Fortunato - Fedeli - Velasco - Andreoletti - Lizde                                            | 25 Affini 62 Ganna                |                     |
| Ponferrada 2014     | 37 Affini - 38 Albanese - 39 Conci - 40 Fortunato - 41 Fuggiano - 42 Ganna - 43 Verza                | 18 Ganna 45 Affini                |                     |
| Richmond 2015       | 36 Conci - 37 Fiaschi - 38 Nesi - 39 Savini - 40 Sobrero - 41 Verza                                  | 8 Sobrero 39 Conci                |                     |
| Doha 2016           | 59 Baldaccini - 60 Gazzoli - 61 Marchetti - 62 Mozzato - 63 Zana                                     | 19 Konychev 64 Covi               |                     |
| Bergen 2017         | 25 Colnaghi - 26 Gazzoli - 27 Innocenti - 28 Masotto - 29 Mazzucco - 30 Rastelli - 31 Zana           | 12 Puppio 57 Manfredi             |                     |
| Innsbruck 2018      | 19 Benedetti - 20 Fancellu - 21 Frigo - 22 Piccolo - 23 Rubino - 24 Tiberi                           | 11 Piccolo 40 Manfredi            |                     |
| Imola 2020          | Prova non disputata                                                                                  | Prova non disputata               | Prova non disputata |

### Donne Juniores

#### Vittorie
- 2016 - Elisa Balsamo - Prova in linea
- 2017 - Elena Pirrone - Prova a cronometro
- 2017 - Elena Pirrone - Prova in linea

#### Convocazioni
| Anno                | Prova in linea                                                       | Prova a cronometro                    | Riserve             |
| Verona 1999         | 13 Cantele - 14 Gusmini - 15 Manfrin - 16 Ronchetti                  | 6 Ronchetti 25 Lucchetta              |                     |
| Plouay 2000         | 8 Alessio - 9 Cavicchi - 10 Gatto - 11 Gusmini                       | 10 Gatto 30 Guarneri                  |                     |
| Lisbona 2001        | 35 Bronzini - 36 Fusar Poli - 37 Turato - 38 Zugno                   | 13 Bronzini 33 Zugno                  |                     |
| Zolder 2002         | 12 Baccaille - 13 Fusar Poli - 14 Guderzo - 15 Soldo                 | 2 Zugno 29 Guderzo                    |                     |
| Hamilton 2003       | 30 Andina - 31 Bozzolo - 32 Cucinotta - 33 Faccin                    | 16 Bozzolo 32 Nadalutti               |                     |
| Verona 2004         | 13 Andina - 14 Balestri - 15 Bastianelli - 16 Bernardi               | 5 Bertolo 17 Faccin                   |                     |
| Vienna 2005         | 6 Bastianelli - 7 Bastianelli - 8 Berlato - 9 Foresi                 | 13 Castoldi 35 Doria                  |                     |
| Spa & Gent 2006     | 55 Berlato - 56 Patuzzo - 57 Presti - 58 Romoli                      | 6 Berlato 33 Presti                   |                     |
| Aguascalientes 2007 | 1 Scandolara - 2 Borgato - 3 Patuzzo - 4 Presti - 5 Tagliaferro      | 6 Massaccesi 25 Presti                |                     |
| Città del Capo 2008 | 1 Scandolara - 2 Callovi - 3 Capuzzo - 4 Gobbo - 5 Primavera         | 6 Capuzzo                             |                     |
| Mosca 2009          | 33 Callovi - 34 Cecchini - 35 Gatto - 36 Gobbo - 37 Zorzi            | 10 Donato 35 Zorzi                    |                     |
| Offida 2010         | 1 Gatto - 2 Ratto - 3 Ronchi - 4 Trevisi - 5 Zorzi                   | 11 Zorzi 19 Paladin                   |                     |
| Copenaghen 2011     | 5 Bartelloni - 6 Confalonieri - 7 Muccioli - 8 Ratto - 9 Vannucci    | 2 Ratto 16 Bartelloni 27 Confalonieri |                     |
| Limburgo 2012       | Arzuffi - Paladin - Sanguineti - Stricker                            | Riverditi Bortolotti                  |                     |
| Firenze 2013        | 45 Bonomi - 46 Dal Santo - 47 Fidanza - 48 Maffeis                   | Pattaro Maltese                       |                     |
| Ponferrada 2014     | 10 Beggin - 11 Bertizzolo - 12 Nesti - 13 Ragusa - 14 Wackermann     | 2 Gasparini 9 Bertizzolo              |                     |
| Richmond 2015       | 12 Balsamo - 13 Bertizzolo - 14 Quagliotto - 15 Ragusa - 16 Zanettin | 12 Morzenti 32 Bertizzolo             |                     |
| Doha 2016           | 10 Balsamo - 11 Consonni - 12 Fidanza - 13 Morzenti - 14 Paternoster | 23 Vigilia 40 Pirrone                 |                     |
| Bergen 2017         | 1 D'Agostin - 2 Fidanza - 3 Guazzini - 4 Paternoster - 5 Pirrone     | 1 Pirrone 30 Paternoster 47 Vigilia   |                     |
| Innsbruck 2018      | 1 Alessio - 2 Guazzini - 3 Malcotti - 4 Vitello                      | 2 Guazzini 27 Bariani 45 Alessio      |                     |
| Imola 2020          | Prova non disputata                                                  | Prova non disputata                   | Prova non disputata |

## Giochi olimpici

### Medagliere complessivo
| Specialità                  | Oro | Argento | Bronzo | Totale |
| --------------------------- | --- | ------- | ------ | ------ |
| Prova individuale maschile  | 6   | 3       | 0      | 9      |
| Prova a squadre maschile    | 1   | 1       | 0      | 2      |
| Crono a squadre maschile    | 2   | 2       | 1      | 5      |
| Prova individuale femminile | 0   | 1       | 2      | 3      |
| Totale                      | 9   | 7       | 3      | 19     |

### Gara in linea uomini

#### Medaglie
| Edizione               | Oro                 | Argento             | Bronzo |
| ---------------------- | ------------------- | ------------------- | ------ |
| Los Angeles 1932       | Attilio Pavesi      | Guglielmo Segato    | -      |
| Melbourne 1956         | Ercole Baldini      | -                   | -      |
| Roma 1960              | -                   | Livio Trapè         | -      |
| Tokyo 1964             | Mario Zanin         | -                   | -      |
| Città del Messico 1968 | Pierfranco Vianelli | -                   | -      |
| Montréal 1976          | -                   | Giuseppe Martinelli | -      |
| Barcellona 1992        | Fabio Casartelli    | -                   | -      |
| Atene 2004             | Paolo Bettini       | -                   | -      |
| Totale                 | 6                   | 3                   | 0      |

#### Presenze
4 Presenze: Vincenzo Nibali
3 Presenze: Paolo Bettini
2 Presenze: Michele Bartoli, Alberto Bettiol, Dino Bruni, Damiano Caruso, Francesco Casagrande, Davide Rebellin, Elia Viviani

#### Convocazioni
- 1906 - Giacinto Fidani
- 1920 - Camillo Arduino - Pietro Bestetti - Federico Gay - Dante Guindani
- 1924 - Arturo Bresciani - Nello Ciaccheri - Luigi Magnotti - Antonio Negrini
- 1928 - Ambrogio Beretta - Allegro Grandi - Marcello Neri - Michele Orecchia
- 1932 - Giovanni Cazzulani - Attilio Pavesi - Giuseppe Olmo - Guglielmo Segato
- 1936 - Corrado Ardizzoni - Elio Bavutti - Pierino Favalli - Glauco Servadei
- 1948 - Franco Fanti - Alfo Ferrari - Livio Isotti - Silvio Pedroni
- 1952 - Dino Bruni - Gianni Ghidini - Bruno Monti - Vincenzo Zucconelli
- 1956 - Ercole Baldini - Dino Bruni - Aurelio Cestari - Arnaldo Pambianco
- 1960 - Antonio Bailetti - Vendramino Bariviera - Giuseppe Tonucci - Livio Trapè
- 1964 - Severino Andreoli - Felice Gimondi - Ferruccio Manza - Mario Zanin
- 1968 - Giovanni Bramucci - Costantino Conti - Flavio Martini - Pierfranco Vianelli
- 1972 - Francesco Moser - Franco Ongarato - Aldo Parecchini - Walter Riccomi
- 1976 - Vittorio Algeri - Carmelo Barone - Roberto Ceruti - Giuseppe Martinelli
- 1980 - Marco Cattaneo - Gianni Giacomini - Alberto Minetti - Giuseppe Petito
- 1984 - Alberto Volpi - Stefano Colagè - Roberto Pagnin - Renato Piccolo
- 1988 - Roberto Pelliconi - Gianluca Bortolami - Fabrizio Bontempi
- 1992 - Fabio Casartelli - Davide Rebellin - Mirco Gualdi
- 1996 - Fabio Baldato - Michele Bartoli - Francesco Casagrande - Maurizio Fondriest - Mario Cipollini
- 2000 - Michele Bartoli - Paolo Bettini - Danilo Di Luca - Francesco Casagrande - Marco Pantani
- 2004 - Paolo Bettini - Luca Paolini - Daniele Nardello - Filippo Pozzato - Cristian Moreni
- 2008 - Paolo Bettini - Marzio Bruseghin - Davide Rebellin - Vincenzo Nibali - Franco Pellizotti
- 2012 - Sacha Modolo - Vincenzo Nibali - Luca Paolini - Marco Pinotti - Elia Viviani
- 2016 - Fabio Aru - Damiano Caruso - Alessandro De Marchi - Vincenzo Nibali - Diego Rosa
- 2020/21 - Giulio Ciccone - Damiano Caruso - Alberto Bettiol - Vincenzo Nibali - Gianni Moscon
- 2024 - Alberto Bettiol - Luca Mozzato - Elia Viviani

### 100km a squadre
L'Italia ha conquistato 5 medaglie nelle 9 edizioni in cui la prova si è disputata (da Roma 1960 a Barcellona 1992), essendo stata presente a tutte le edizioni.
| Edizione               | Quartetto                                                                  | Risultato | Tempo    |
| ---------------------- | -------------------------------------------------------------------------- | --------- | -------- |
| Roma 1960              | Livio Trapè, Antonio Bailetti, Ottavio Cogliati, Giacomo Fornoni           | Oro       | 2.14'33" |
| Tokyo 1964             | Ferruccio Manza, Severino Andreoli, Luciano Dalla Bona, Pietro Guerra      | Argento   | 2.26'55" |
| Città del Messico 1968 | Pierfranco Vianelli, Giovanni Bramucci, Vittorio Marcelli, Mauro Simonetti | Bronzo    | 2.14'33" |
| Monaco di Baviera 1972 | Osvaldo Castellan, Pasqualino Moretti, Francesco Moser, Giovanni Tonoli    | 9º posto  | 2.10'18" |
| Montréal 1976          | Carmelo Barone, Vito Da Ros, Gino Lori, Dino Porrini                       | 11º posto | 2.14'50" |
| Mosca 1980             | Mauro De Pellegrin, Gianni Giacomini, Ivano Maffei, Alberto Minetti        | 5º posto  | 2.04'36" |
| Los Angeles 1984       | Marcello Bartalini, Marco Giovannetti, Eros Poli, Claudio Vandelli         | Oro       | 1.58'28" |
| Seul 1988              | Roberto Maggioni, Eros Poli, Mario Scirea, Flavio Vanzella                 | 5º posto  | 1.59'58" |
| Barcellona 1992        | Andrea Peron, Flavio Anastasia, Luca Colombo, Gianfranco Contri            | Argento   | 2.02'39" |

### Donne

#### Medaglie
| Edizione            | Oro | Argento        | Bronzo               |
| ------------------- | --- | -------------- | -------------------- |
| Atlanta 1996        | -   | Imelda Chiappa | -                    |
| Pechino 2008        | -   | -              | Tatiana Guderzo      |
| Rio de Janeiro 2016 | -   | -              | Elisa Longo Borghini |
| Totale              | 0   | 1              | 2                    |

#### Presenze
5 presenze: Roberta Bonanomi
4 presenze: Tatiana Guderzo
3 presenze: Noemi Cantele, Giorgia Bronzini
2 presenze: Maria Canins, Alessandra Cappellotto, Valeria Cappellotto, Imelda Chiappa

#### Convocazioni
- Los Angeles 1984: Roberta Bonanomi - Maria Canins - Emanuela Menuzzo - Luisa Seghezzi
- Seul 1988: Roberta Bonanomi - Maria Canins - Imelda Chiappa
- Barcellona 1992: Roberta Bonanomi - Valeria Cappellotto - Maria Paola Turcutto
- Atlanta 1996: Roberta Bonanomi - Alessandra Cappellotto - Imelda Chiappa
- Sidney 2000: Roberta Bonanomi - Alessandra Cappellotto - Valeria Cappellotto
- Atene 2004: Giorgia Bronzini - Noemi Cantele - Tatiana Guderzo
- Pechino 2008: Noemi Cantele - Tatiana Guderzo - Vera Carrara
- Londra 2012: Noemi Cantele - Tatiana Guderzo - Giorgia Bronzini - Monia Baccaille
- Rio de Janeiro 2016: Giorgia Bronzini - Elena Cecchini - Tatiana Guderzo - Elisa Longo Borghini

## Campionati europei

### Vittorie
- Matteo Trentin, 2018
- Elia Viviani, 2019
- Giacomo Nizzolo, 2020
- Sonny Colbrelli, 2021

## Tour de France

### Vittorie
- Gastone Nencini, 1960

## Vuelta a España

### Vittorie
- Angelo Conterno, 1956